# スターシップ・トゥルーパーズ3
『スターシップ・トゥルーパーズ3』（原題：Starship Troopers 3: Marauder）は、2008年製作・公開のアメリカ映画。前2作で脚本を務めたエド・ニューマイヤーの初監督作品。

## ストーリー
11年前の開戦以降、バグズとの戦いは泥沼化し、社会には厭戦ムードが広がっていた。地球連邦政府は、市民に軍への入隊の呼びかけを繰り返す一方、戦争に抗議する者を処刑し、新型惑星破壊兵器でのバグ攻略に希望を託していた。そんな中、11年前の戦いの英雄である主人公ジョニー・リコ大佐が指揮をとる惑星ロク・サンに、地球連邦軍総司令官で人気歌手のアノーキやハウザー将軍らが訪れる。
厳格な軍人たちのなかにもアノーキの熱狂的なファンは多く、基地全体が歓迎ムードのなか、リコは上司であり友人でもあるハウザーとトラブルになり、命令違反だと糾弾されてしまう。
ロク・サンは、基地の周りに電気が走る柵を張り巡らせることで防備を固めていた。しかし、何者かがその電気を切ってしまいウォリアー・バグが基地に侵攻してきた。アノーキはリコの友人でハウザーの恋人であるローラの戦艦で脱出、リコは甚大な被害を出しながらもなんとか生き延びたが、ロク・サンは壊滅的なダメージを負った。
その後、リコは基地を壊滅させたことと命令違反のせいで軍法会議にかけられ、絞首刑が決まる。その頃、アノーキの乗った戦艦はアラクニド隔離地帯である惑星OM-1に墜落してしまった。
OM-1に墜落したローラ達だったが、アノーキがなぜか行くべき場所を知っていると道を示すため、全員でアノーキの言う通りにすることに。道中、不思議とバグの襲撃は少なく、アノーキはなぜか笑顔さえ浮かべ、信仰の大切さについて語る。
生き残った客室乗務員のホリーはアノーキに同調し、神を信じることは素晴らしい事だと語るが、ローラはその様子を呆れて見守っていた。それでもアノーキの示す道を進み続ける一行を待っていたのは、OM-1に巣くうベヒモコイタルというバグの神だった。
アノーキが信仰していたのは、ベヒモコイタルであり、実は地球にいるブレインバグ（１作目で捕獲した個体）とテレパシーで交信を続ける中でアノーキはバグの神を信じるように洗脳されていたのだ。ロク・サンの防御壁の電源を落としたのも、実はアノーキだった。
一方、アノーキが行方不明であることを隠したい地球連邦軍だったが、ハウザーはアノーキと恋人ローラの生還を信じ、処刑寸前のリコを秘密裏に助けた。ハウザーはリコに「マローダー」と呼ばれるパワードスーツを預け送り出した後、バグとアノーキの関係に気付きブレインバグを倒すことに成功する。
ベヒモコイタルと邂逅を果たしたアノーキもまた、偉大なる神とひとつになると言ってベヒモコイタルに惨殺される。打つ手のなくなった絶望の中で、ローラとホリーは二人で神に祈るしかなかった。その祈りに応えるかのように精鋭たちを率いたマローダーを操るリコが現れ、ベヒモコイタルごとバグをせん滅する。無事生還したローラとハウザーは、再会を喜び合うのだった。

## キャスト
| 役名                     | 俳優                         | 日本語吹替 |
| ------------------------ | ---------------------------- | ---------- |
| ジョニー・リコ           | キャスパー・ヴァン・ディーン | 田中実     |
| ローラ・ベック           | ジョリーン・ブラロック       | 沢海陽子   |
| ディックス・ハウザー     | ボリス・コジョー             | 楠大典     |
| オマー・アノーキ総司令官 | スティーブン・ホーガン       | 小山武宏   |
| エノロ・フィド提督       | アマンダ・ドノホー           | 磯辺万沙子 |
| リンク・マニオン中尉     | セシル・ブレシア             |            |
| ブル・ブリットルズ       | ステリオ・サヴァンテ         | 髙階俊嗣   |
| ホリー・リトル           | マーネット・パターソン       | 小林沙苗   |
| ドクター・ウィグス       | ダニー・キーオ               | 浦山迅     |
| ジンゴ・ライアン         | コーキー・ファルカウ         | 増田隆之   |

- その他の日本語吹き替え：よのひかり／高橋賢市／鈴森勘司／西垣俊作／近藤広務／田代有紀／志村貴博／小橋知子／長谷川明子／須藤絵里花／宮本崇弘／早志勇紀／芦澤孝臣／石川綾乃

## 作品解説
第1作の主人公であるジョニー・リコ（キャスパー・ヴァン・ディーン）を再び主人公とし、1作目の『スターシップ・トゥルーパーズ』で監督を務めたポール・バーホーベンが製作総指揮として再び参加した。
製作予算が前作の3倍であることを売りにしているが、前作が超低予算だったため、第1作との比較では5分の1にとどまる。
当初はビデオムービーの企画だった。そのためコスト抑制策として撮影は南アフリカ共和国にて行われた。
原作であるロバート・A・ハインラインのSF小説『宇宙の戦士』で登場したパワードスーツ「マローダー」が本作で初めて実写化された。

### パワードスーツ
原作では「パワードスーツ」とのみ呼称されるが、この映画では「マローダー」という機種名があり、原題でも副題になっている。マローダーは『スターシップ・トゥルーパーズ・クロニクルズ』にも登場する。
本作に登場した「マローダー」は、パワーアシスト方式ではなく、搭乗者が操縦するため、本来の「パワードスーツ」の定義からは外れている。また手がないため、携帯火器を持ち替えたり、落ちている物を拾ったりする機能はない。
劇中ではリコより「パイロットの神経系統に直結する」という説明があるが、実際の戦闘ではパイロットが火器のトリガーを操作するシーンもあり、どこからが神経系統との直結で、どこからが手動操作なのか、明確な描写はない。
また、劇中に7機登場する「マローダー」は1機ずつ微妙にデザインが異なっており、武装している兵器も異なる。

### 音楽
オマー・アノーキ総司令官が歌って踊る、連邦に対する犠牲と献身を称賛する戦意高揚歌「It's A Good Day To Die」（今日は死に日和）が劇中に頻繁にBGMとして出てくる。またエンディングクレジットでは、この歌がまるごと一曲流される。
「It's A Good Day To Die」は日本語にすると「今日は死ぬにはいい日だ」となる。また、この言葉には、「アメリカのインディアンが戦場に赴く際に呟いた」とされる逸話がある。その逸話によれば、「死ぬには良い日」というのは、逆に、「必ず生きて帰ろう」という意味が込められている。